# Dorfkirche Schenkendorf

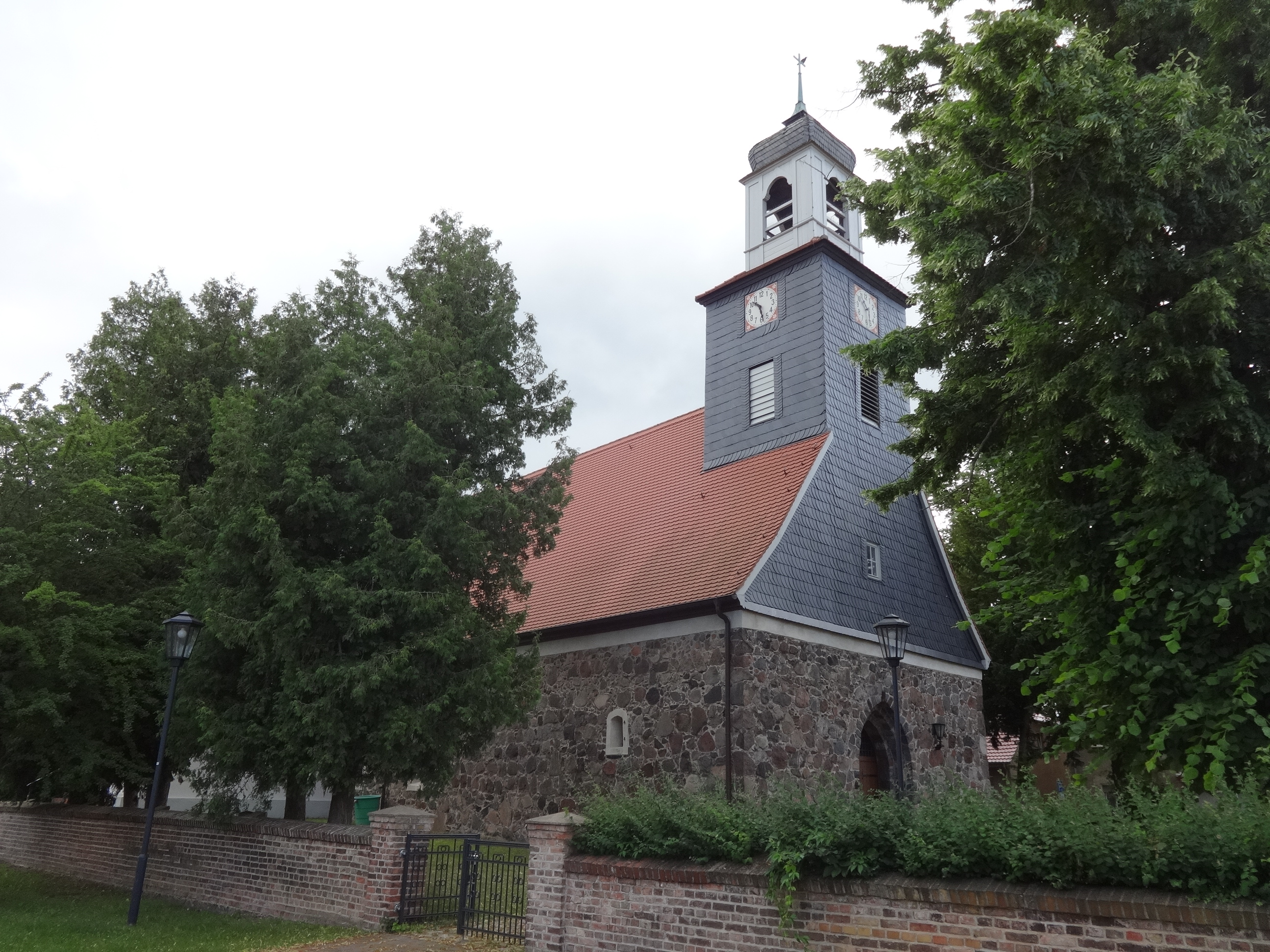
Dorfkirche in Schenkendorf

Die evangelische Dorfkirche Schenkendorf ist eine spätgotische Saalkirche in Schenkendorf, einem Ortsteil von Mittenwalde im Landkreis Dahme-Spreewald in Brandenburg.

## Geschichte
Der Sakralbau wurde vermutlich Ende des 14., Anfang des 15. Jahrhunderts aus Feldsteinen errichtet. Bislang konnte nicht herausgefunden werden, ob die Kirche zu dieser Zeit zum Bistum Brandenburg oder zum Bistum Meißen gehörte. Für Brandenburg spricht, dass Prämonstratenser am Bau beteiligt waren und sie das Prinzip der Kleinparochie verfolgten: In jedem Dorf sollte eine kleine, eigene Kirche vorhanden sein. Ein weiteres Indiz für eine Baubegleitung durch ein großes Kloster liegt in der bei dieser Feldsteinkirche angewendete Zwickeltechnik, die erfahrungsgemäß nur von ausgebildeten Handwerkern, nicht aber von den Einwohnern eines kleinen Dorfes ausgeübt wurde. Im Zuge der Reformation wurden baulicherseits kaum Veränderungen vorgenommen. Jedoch wurde die Kirche in Schenkendorf zur Pfarrkirche erhoben. Experten vermuten, dass im Dreißigjährigen Krieg der massive Westturm niederbrannte. Mit der Herrschaft derer von Löben wurde das Bauwerk wiederaufgebaut. Sie erwarben 1657 unter anderem auch Schenkendorf und renovierten in den Jahren 1662 bis 1669 das Bauwerk und bauten es im protestantischen Geist um: Die Fenster wurden vergrößert und mit einer Laibung versehen, Turm und Dach erneuert. Der Altar, die Kanzel und Fünte wurden durch eine barocke Ausstattung ersetzt. Zu dieser Zeit entstand auch die nördlich an das Kirchenschiff angebaute Sakristei mit einer Gruft. In den Jahren 1734 und 1789 ließ die Kirchengemeinde den Turm sanieren.
Überlieferungen zufolge brach im August 1800 der Fußboden vor dem Altar ein. Dabei wurde ein Grabgewölbe entdeckt, dass jedoch wieder zugeschüttet wurde. 1811 gelangte Schenkendorf zu Königs Wusterhausen. 1866 bekam der Turm seine Uhr; drei Jahre später ersetzte die Kirchengemeinde ein Harmonium durch eine Orgel. Im 19. Jahrhundert stieg die Zahl der Kirchgänger stark an, da in der Nähe ein Bergwerk eröffnete. Die Kirchengemeinde ließ daher eine Hufeisenempore einbauen, damit alle Besucher einen Platz fanden. Gleichzeitig wurde das Kirchengestühl zweigeteilt, so dass ein breiter Mittelgang entstand. Zwischen 1900 und 1910 wurde das Bauwerk neubarock überformt und ein Ofen eingebaut, der an die Ostwand hinter dem Altar aufgestellt wurde. Schnell zeigte sich jedoch, dass der Innenraum in Mitleidenschaft gezogen wurde und neu ausgemalt werden musste. Der Kirchturm wurde über eine Tür mit dem Kirchenschiff verbunden und der Boden gefliest. Dabei fanden Bauarbeiter im westlichen Kirchenschiff weitere Grüfte, die ebenfalls zugeschüttet wurden. Der Anbau war ebenfalls Schauplatz einiger Baumaßnahmen. Dabei stellten Arbeiter fest, dass die Särge geöffnet und die mumifizierten Leichen frei lagen. Eine Seitenwand stürzte ein und wurde neu aufgemauert. Die aufwendig gestalteten Ostfenster sind eine Schenkung einer Witwe Möricke aus dem Jahr 1910. 1957 ließ die Kirchengemeinde das Dach neu eindecken und reparierte 1965 erneut den Turm mit seiner Laterne. 1962 entfernten Arbeiter die südliche Empore. 1982 wurde der Kohleofen durch eine Gasheizung ersetzt. In den Jahren 2001 und 2002 erfolgte eine Sanierung der äußeren Gebäudehülle.

## Architektur

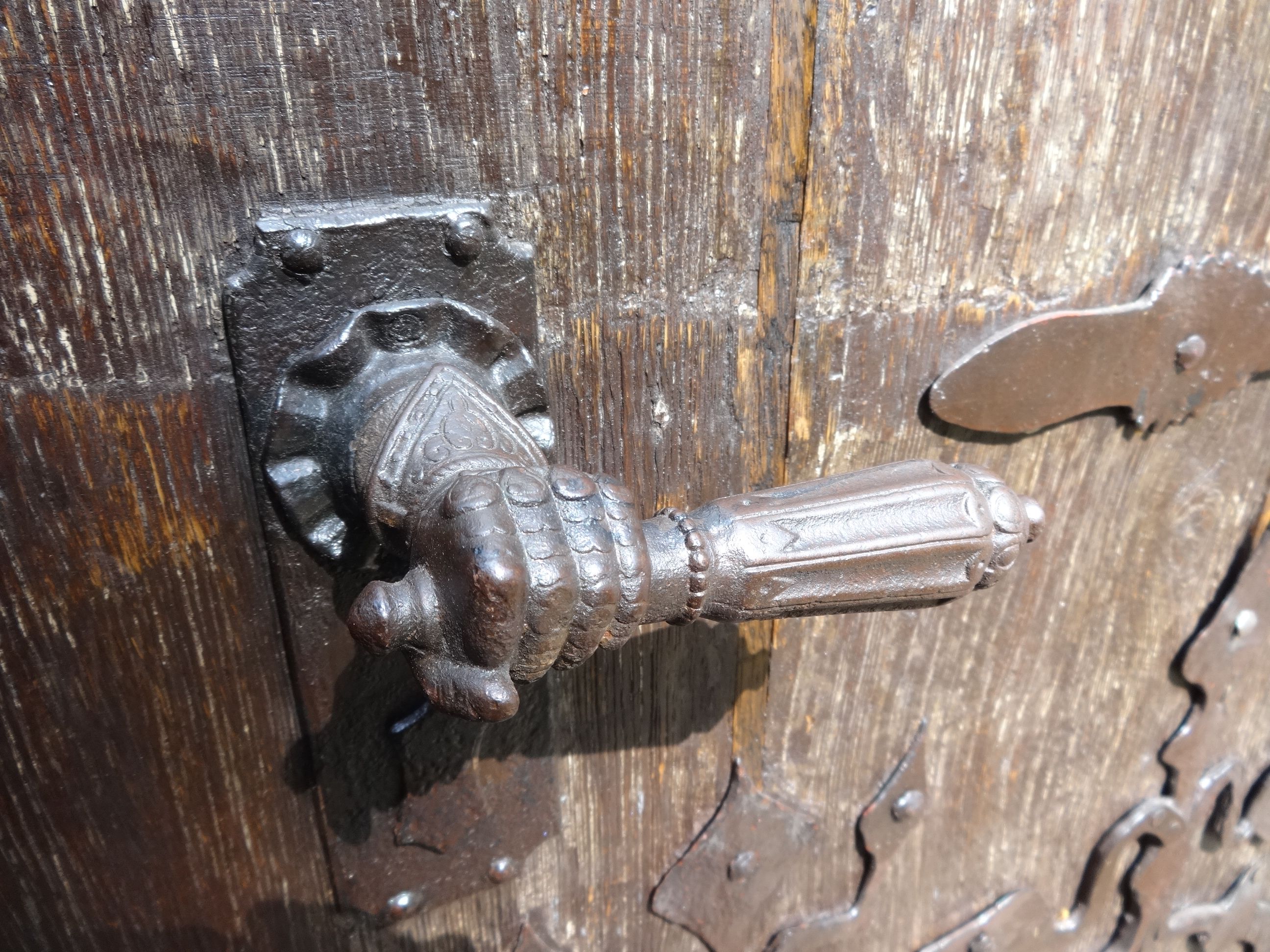
Gotisches Detail am Südportal

Die Baumeister errichteten einen Sakralbau mit einem rechteckigen Grundriss. Theo Engeser und Konstanze Stehr geben bei ihren Recherchen eine Breite von 10,40 Metern an der Westseite sowie 9,80 Metern an der Ostseite an. Die Länge der Kirche beträgt nach ihren Messungen 24,54 Meter. Daran schließt sich nach Osten hin eine gerade Apsis an. Der Westturm ist in derselben Breite wie das Kirchenschiff ausgelegt und fügt sich somit nach Westen hin an. Die vergleichsweise großen Feldsteine sind bis auf die Ecken des Gebäudes nicht behauen und ungleichmäßig geschichtet. An der südlichen Seite des Kirchenschiffs befinden sich im Turmuntergeschoss ein kleines, an der übrigen Fassade vier große, bienenkorbförmige Fenster. Zwischen dem zweiten und dritten dieser großen Öffnungen befindet sich eine Pforte, die zu einer Zeit als Haupteingang diente, als der Turm noch nicht errichtet war. Die Eisenbeschläge an ihrer sind handgeschmiedet und gotischen Ursprungs. An der Innenseite sind Reste der spätgotischen Beschläge erhalten geblieben. An der Nordseite sind es ein deutlich kleineres sowie in Richtung Apsis zwei große Fenster. Diese Form findet der Betrachter auch an der Ostseite wieder. Darüber befindet sich im ebenfalls aus Feldsteinen errichteten Giebel ein leicht außermittiges Rundfenster. Dies ist der Tatsache geschuldet, dass 1910 der Kamin des Ofens an dieser Stelle nach oben führte. Einige Unregelmäßigkeiten im Mauerwerk können den Schluss zulassen, dass sich an dieser Stelle zu einem früheren Zeitpunkt eine Dreifenstergruppe befand. Alle Fenster treten durch hell verputzte Faschen deutlich hervor. Der Hauptzugang erfolgt durch ein großes, spitzbogenförmiges Portal mit einem zweifach gestuften Mauerwerk aus Feldsteinen, das 1910 rekonstruiert wurde. Das Kirchenschiff ist mit rötlichem Biberschwanz gedeckt. Daraus tritt im Westen das Turmobergeschoss hervor. Es ist mit schwarzem Schiefer verkleidet und besitzt an seinen drei zugänglichen Seiten je eine rechteckig ausgeführte Klangarkade. An allen vier Seiten ist darüber eine Turmuhr mit schwarzen Zeigern auf einem weißen, an seinen Ecken rot verzierten Ziffernblatt angebracht. Sie ist eine Schenkung des Rittergutbesitzers von Schenkendorf, Theodor Flatau. Das Geschoss schließt mit einem mit rotem Biberschwanz gedeckten Walmdach an, an das sich ein hell gestrichene, quadratische, hölzerne Laterne mit einem – wiederum in schwarzem Schiefer gedeckten – Zwiebelturm und einem Kreuz anschließt. Der Anbau an der nordöstlichen Seite des Kirchenschiffs ist rechteckig mit einer Seitenlänge von 6,40 Metern, hell verputzt und mit einem barocken Schmuckgiebel verziert, der mit Lisenen gegliedert ist. Er wurde aus Mauerziegeln errichtet und trägt ein quer zum Kirchenschiff aufgesetztes Pfettendach. Als Sakristei und Gruft errichtet, später als Leichenhalle genutzt steht er im Jahr 2016 leer. Der Anbau kann durch eine breite Tür an der Nordseite betreten werden. Darüber befinden sich zwei kleine Fenster. Zwei weitere Öffnungen sind an der Ost- und Westseite des Anbaus. Die Gruft kann durch eine Tür im Boden des Kirchenschiffs betreten werden.

## Ausstattung

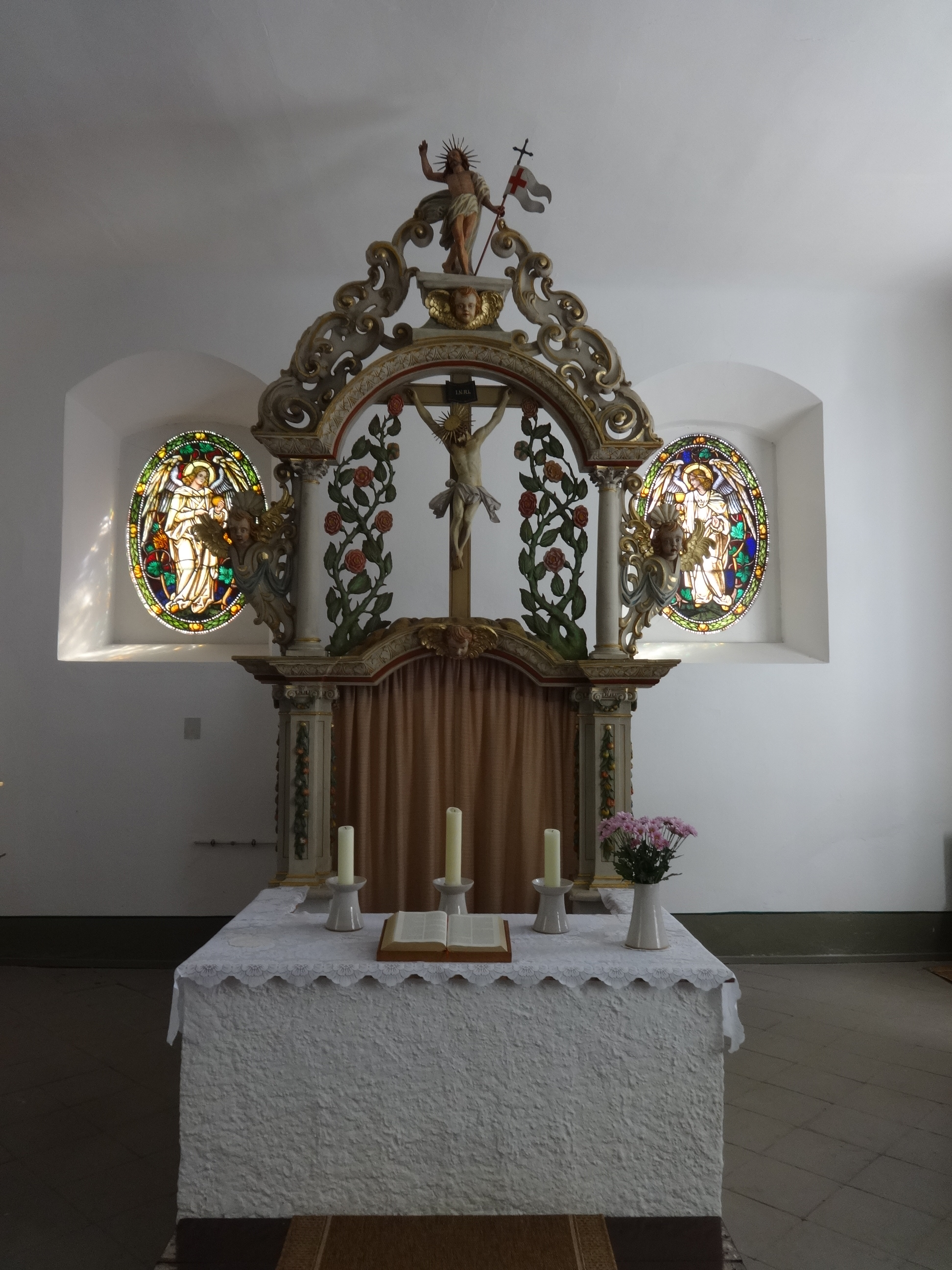
Altar

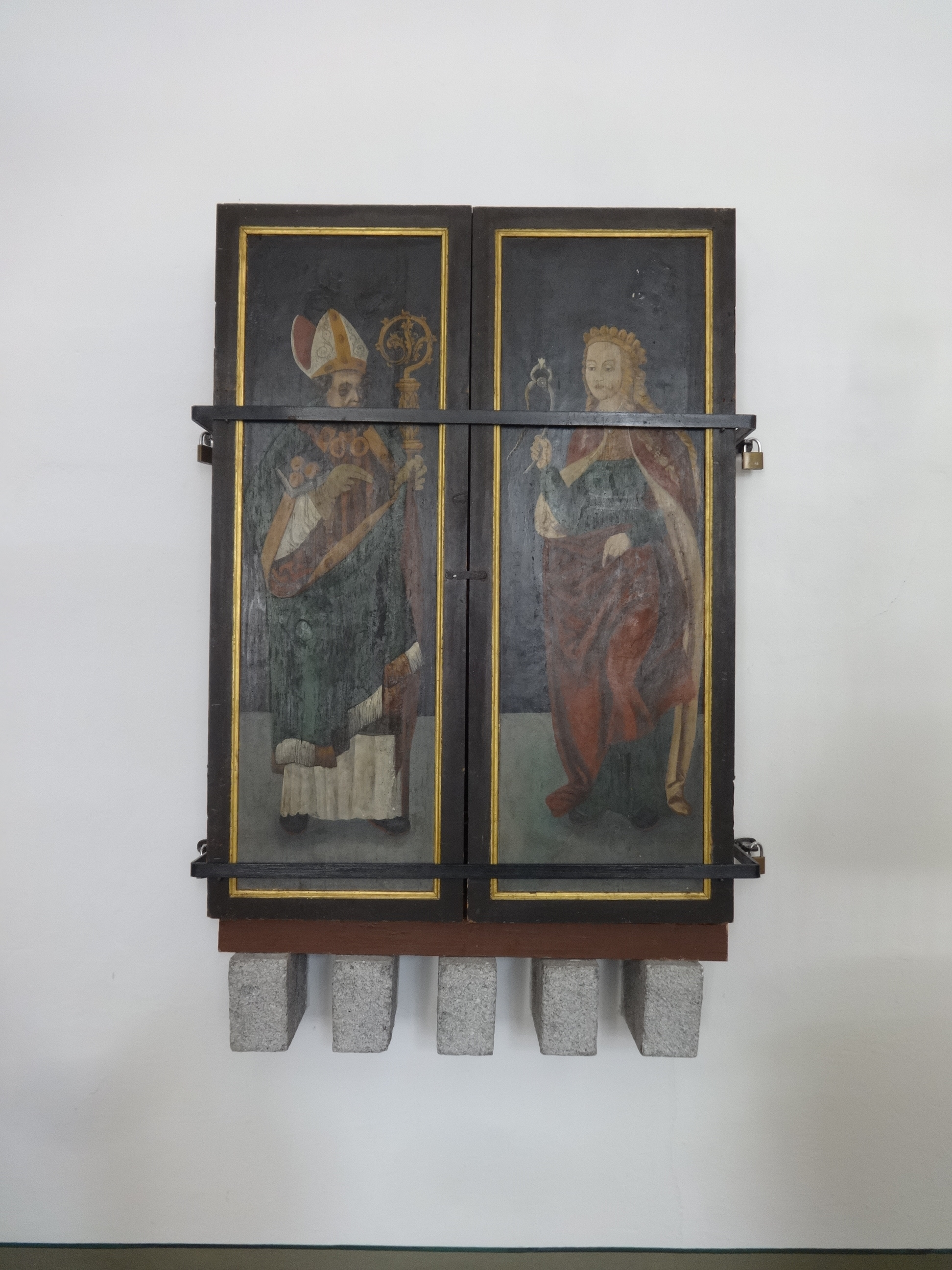
Schnitzaltar von 1516

Das Altarretabel stammt aus dem dritten Viertel des 17. Jahrhunderts und besteht aus zwei übereinandergestellten, offenen Bögen. Der untere fußt auf zwei mit Ranken und Ornamenten verzierten Säulen, die den mit einem Putto verzierten Bogen halten. Im oberen Bogen befindet sich ein Kruzifix, das mit floralen Ranken von 1910 ergänzt wurde. Die Wangen sind mit zwei Engeln verziert. Das Retabel wird durch eine Darstellung des Auferstandenen mit Banner und Kreuz gekrönt, der auf einem weiteren Putto steht. Seitlich angebrachtes, weiß-goldfarbenes Knorpelwerk erzeugt den Eindruck eines gesprengten Giebels.
Die hölzerne Kanzel stammt vermutlich aus derselben Epoche. Auf dem rechteckigen Korb sind Sprüche aus der Bibel zu erkennen, die zwischen Fruchtgehängen angebracht sind und auf einer mit Knorpelwerk verzierten Stütze ruhen. Von unten nach oben sind die nachstehenden Zitate angebracht: „Da Petrus noch / diese Wort redet, / fiel der heilige / Feist auf alle / die dem Wort / zuhöreten!“ Apostelgeschichte des Lukas (Apg 10, 44), darüber „herzliche Dinge / werden in dir ge / predigt du Stad Gottes“  Buch der Psalmen (87,3), gefolgt von „Wie sollen sie aber hören ohne / Prediger? Wie sollen / sie aber predigen, wo sie nicht / gesandt werden? Wie denn / geschrieben steht: Wie lieblich / sind die Füße derer, die den / Frieden verkündigen? So / kommt der Glaube aus der / Predigt: das Predigen aber / aus dem Wort Gottes“ Brief des Paulus an die Römer (10, 14, 15 und 17). An der Stirnseite sind schließlich die folgenden beiden Zitate auf zwei Tafeln zu lesen: „Esra, der / Schriftgelehrte, stand / auf einem hölzernen, / hohen Stuhl, den sie / gemacht hatten, zu / predigen und Esra / that das Buch auf / vor dem ganzen / Volk, denn er ragte / über alles Volk / ; und da er's / auftat, stand / alles Volk.“ Buch Nehemia,(8, 4.5) sowie „Da Jesus das / Buch auftat,/ fand er den Ort, da / geschrieben steht: / Der Geist des Herrn / ist bei mir, darum, / daß er mich gesalbt / hat; er hat mich gesandt, / zu verkündigen das / Evangelium den / Armen, zu heilen die / zerstoßenen Herzen“ Evangelium nach Lukas (8, 17.18)
Die hölzerne Fünte ist vermutlich gleichzeitig mit dem Altarretabel und der Kanzel entstanden. Die Kuppa steht auf einer Figur des Apostels Johannes und ist mit reichhaltigen Fruchtgehängen und Putten verziert. Der Deckel ist mit Rankenwerk verziert und wird von einem segnenden Christuskind mit einer darüber angebrachten Friedenstaube gekrönt. Die Konstruktion ist mit einem Seil schwebend an der Decke angebracht.
An der nördlichen Wand des Kirchenschiffs hängt ein Schnitzaltar, der nach einer Inschrift aus dem Jahr 1516 stammt. Er wurde bis zum Einbau des Ofens als Hauptaltar genutzt. Im mittleren Schrein ist die Mondsichelmadonna unter einem Baldachin abgebildet. Seitlich sind – paarweise übereinander – Katharina von Alexandrien, Margareta von Antiochia, Barbara von Nikomedien sowie die Heilige Dorothea zu sehen. Die Innenseiten der Flügel sind links die Darstellungen der Kreuzigung Christi und der Dornenkrönung und rechts die Geißelung und die Szene am Ölberg abgebildet. Im geschlossenen Zustand zeigt der Altar Nikolaus von Myra und Apollonia von Alexandria.
An der westlichen und nördlichen Innenwand des Kirchenschiffs steht auf hölzernen Säulen eine mit grünlicher Farbe gestrichene Empore, die mit rechteckigen Kassetten verziert ist und an deren Ostseite eine Orgel mit einem weißen Prospekt steht. Sie stammt aus dem Jahr 1869, während das Kirchengestühl 1910 entstand und um 1980 restauriert wurde.
Der Innenraum ist flach gedeckt und mit einer Voute verziert.